# Гаагская и Нидерландская епархия
Гаа́гская и Нидерла́ндская епа́рхия (нидерл. Het bisdom van Den Haag en Nederland) — епархия Русской православной церкви, объединяет приходы и монастыри на территории Нидерландского королевства. Входит в состав Патриаршего экзархата Западной Европы.

## История
После революции и гражданской войны в России приход святой Марии Магдалины находился под управлением митрополита Евлогия (Георгиевского) (с 1931 в юрисдикции Константинопольского Патриархата) пополнялся за счет прибывших в Нидерладнды российских эмигрантов. Первые 15 лет существования храма были тяжёлыми, денег не хватало, дом нуждался в ремонте. Священник Алексий Розанов на содержание храма тратил свои средства. Когда он заболел, люди не хотели тревожить настоятеля и перестали ходить в церковь. Приход постепенно запустел. В 1936 года, после смерти священника Алексия Розанова, на его место был назначен иеромонах Дионисий (Лукин), который открыл катехизаторские курсы для молодых, проводил ежедневные беседы на богословские темы со взрослыми. В 1937 году был построен новый харм.
В 1945 году, после окончания второй мировой войны, иеромонах Дионисий вместе с другими священниками русских православных приходов в Западной Европе во главе с митрополитом Евлогием (Георгиевским) воссоединился с и принял гражданство СССР. Это привело к расколу в гаагском приходе. Многие прихожане оставили приход и создали приход во имя Воскресения Христова в подчинении РПЦЗ. В 1948 году был создан приход святой Марии Египетской в домовом помещении в центре Амстердама на улице Мёйдерстрат. В 1948—1974 это была единственная русская православная церковь в городе. В начале 1950-х годов сложился приход в честь Покрова Пресвятой Богородицы в Арнеме, прихожанами которого сначала были преимущественно переселенцы из немецких трудовых лагерей, а затем беженцы из социалистических Китая (главным образом из Шанхая) и Югославии. Изначально богослужения совершались в здании старокатолического храма, затем был приобретён жилой дом, в котором обустроена и в 1956 году освящена церковь, действующая и в настоящее время. В первой половине 1950-х годов службы РПЦЗ также совершались в Зволле и в провинции Зеландия, но к 1955 году они прекратились из-за немногочисленности прихожан, которые стали посещать арнемский приход, численность которого возросла до 40 человек.
В 1948 году иеромонах Дионисий создал новый приход в Роттердаме для женщин, депортированных с территории СССР в немецкие рабочие лагеря и оставшихся после войны на Западе. Приход был назван в честь иконы Божией Матери «Скоропослушница».
В 1972 году епископ Иаков (Аккерсдайк), стоявший во главе Гаагского викариатства Русской православной церкви заграницей, подал прошение о переходе в юрисдикцию Московского патриархата. Под управлением епископа Иакова тогда находились 3 прихода и мужской монастырь во имя Иоанна Крестителя. Он был принят постановлением Священного Синода Русской православной церкви от 18 августа 1972 года с титулом Гаагский и Нидерландский. Действовавшие на территории Нидерландов 2 общины Московского патриархата под управлением епископа Роттердамского Дионисия (Лукина) были присоединены к новой епархии. Епархия вошла в состав Западноевропейского Экзархата Русской православной церкви.
Богослужения в храмах и монастырях епархии с момента её основания совершались на церковнославянском и нидерландском языках. Над переводами православных литургических текстов на нидерландский язык трудились епископ Дионисий (Лукин), архимандрит Адриан (Корпорал), протоиерей Алексий Фоогд.
С распадом СССР в страну стали приезжать выходцы из бывшего СССР, увеличив число прихожан. Но, как отмечал Дмитрий Моисеев в 1997 году, — «масштабы приходов в Голландии совсем другие, нежели в России. Приход, состоящий из 30 человек, считается нормальным, из 50 — большим, из 80 и более — очень большим. Почти все прихожане знают друг друга и, что важно, почти всех знает священник».
20 июня 2004 года в Роттердаме был освящен храм в честь святого благоверного князя Александра Невского, ставший первым в истории Нидерландов православным храмом, построенным в русском стиле.
28 декабря 2017 года был назначен первый с 1988 года правящий архиерей, которым стал архиепископ Елисей (Ганаба). 15 августа 2018 года в рабочей Патриаршей резиденции в Чистом переулке в Москве Патриарх Кирилл принял архиепископа Елисея. Заслушав доклад о возобновлении отдельного епархиального управления в Голландии, Патриарх поддержал проекты развития Гаагско-Нидерландской епархии, планы восстановления её юридической регистрации, проявил особое внимание к условиям пастырского служения в стране.
13 марта 2022 года клирики прихода святителя Николая Чудотворца в Амстердаме объявили, что покидают епархию из-за российского вторжения на Украину, и подали заявление о присоединении к Константинопольскому Патриархату.

## Епископы
Гаагское викариатство Западноевропейской епархии РПЦЗ
- Нафанаил (Львов) (27 ноября 1950 — 24 ноября 1952)
- Иаков (Аккерсдайк) (19 сентября 1965—1972)

Гаагская и Нидерландская епархия
- Иаков (Аккерсдайк) (18 августа 1972 — 30 декабря 1988)
- Владимир (Сабодан) (30 декабря 1988 — 19/20 февраля 1990) в/у, митрополит Ростовский
- Кирилл (Гундяев) (19/20 февраля 1990 — 30 августа 1991) в/у, архиепископ, митр. Смоленский
- Симон (Ишунин) (30 августа 1991 — 28 декабря 2017) в/у, епископ, архиепископ Брюссельский
- Елисей (Ганаба) (с 28 декабря 2017 года)

## Современное состояние
Приходы
- Храм святого Корнилия Сотника в Амерсфорте (Амерсфорт)
- Храм святой равноапостольной Марии Магдалины (Гаага)
- Храм Преображения Господня (Гронинген)
- Храм святителя Тихона, Патриарха Московского и всея Руси (Неймеген)
- Храм святого благоверного великого князя Александра Невского (Роттердам)
- Храм преподобного Сергия Радонежского (Амстердам)
- Храм Святого Архангела Михаила (Зволле)
- Храм святого Иоанна Крестителя (Леуварден)

Монастыри
- Иоанно-Предтеченский монастырь (женский; Гаага) (по состоянию на декабрь 2022; по данным сайта епархии — закрыт)
- Никольский монастырь (мужской; деревня Хемелюм, Фрисландия)